# 大盧基戰役

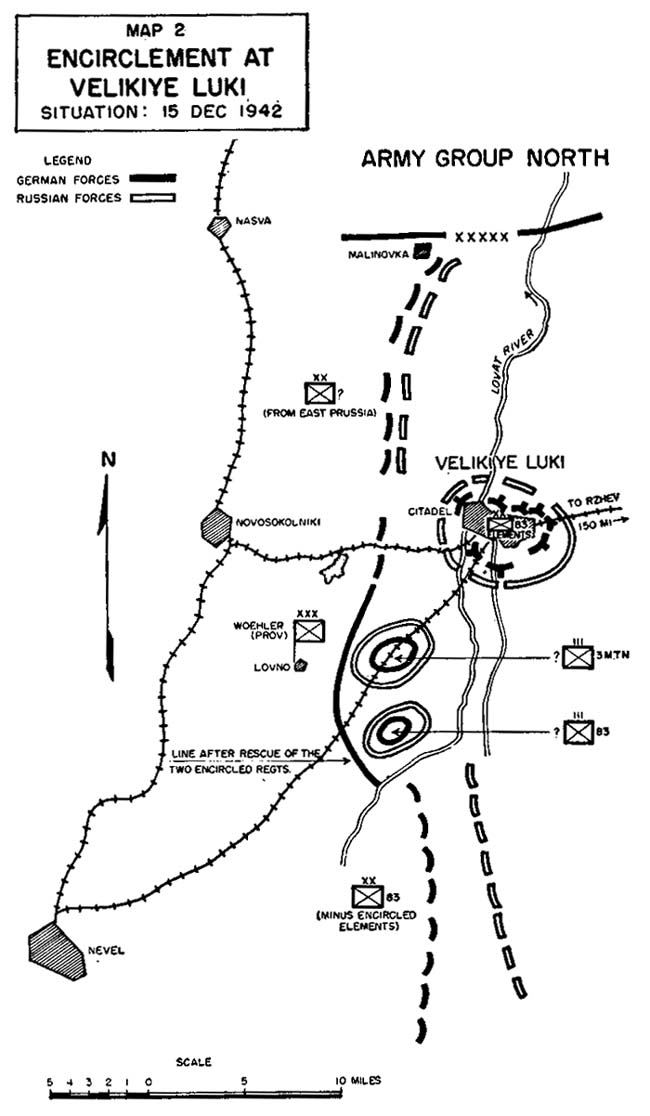
蘇軍最初進攻後之形勢

大盧基戰役是德意志國防軍及蘇聯紅軍之間的一場戰役，於1942年至1943年冬季發生在蘇聯城市大盧基，它特別被值得注意的是德軍在解除包圍時戰術失敗與史達林格勒戰役相似，它不應該被誤會為更大的大盧基攻勢行動（在熱澤夫-維亞茲瑪戰略攻勢行動之一部份）而它屬於大盧基攻勢行動之一部份。

## 背景
當巴巴羅薩行動實施後及德蘇戰爭的北部地區戰事在1942年春季穩定下來後，德軍控制了大盧基，這裡提供了一個在洛瓦季河的橋頭堡，一條與河西岸平衡的南北縱貫鐵路橫越德軍戰線，多沼澤的地形從該城北面開始到楚德湖，令雙方進攻均面對困難，該城本身也是蘇軍反攻的天然據點，縮小德軍的橋頭堡及在對面建立自己的橋頭堡以阻止德軍使用鐵路，基於戰略上的特殊性，德軍在1942年內將該城要塞化。

## 戰況
蘇軍收復該城的主要進攻在1942年11月中展開，熱澤夫戰役令德軍分散兵力，大盧基只由已被削弱的第83步兵師的1個旅防守，加上其南面的第3山地師，城市本身的防禦工事準備充足及由足額的第277步兵旅守衛，由貝努姆·佩法爾上校指揮，守軍聯同炮兵、工兵及支援單位（包括第183炮兵旅及第183工兵營）總人數大約7,000人。

### 包圍
蘇軍由4個親衛師團作為矛頭的進攻於11月24日開始，雖然損失頗大，他們仍然於11月27日包圍了該城，圍困了守軍；第2天他們在該城南面切斷了其他德軍的退路，德國中央集團軍司令京特·馮·克魯格要求陆军总司令部批准當情況惡化時進行突圍行動，向後撤退大約10英哩，之後向蘇軍形成的突出部發動反攻以包圍這個重要的鐵路連接點，但要求為希特勒拒絕，他指出之前在霍爾姆面對相似情況下成功，要求被圍部隊堅守，同時由在北面的切瓦勒里戰役集群及在南面的第20摩托化師發動反攻進行解圍。

### 解圍部隊
當解圍部隊被倉促地召集時，佩法爾及守軍已被命令不惜一切代價堅守，第83步兵師的剩餘部份及第3山地師，被包圍在大盧基以南，他們奮力向西進攻與解圍部隊會合，由於中央集團軍主力正集中在熱澤夫，唯一可立即使用的部隊已在戰區內，名為維拉軍級集群，由一個臨時編成的指揮部指揮，後來其他一些師團也可被調用，包括已被削弱的第8裝甲師、第20摩托化步兵師及被削弱的空軍第6野戰師，雖然他們要面對強勢的蘇軍。
整個12月守軍依然與解圍部隊維持無線電接觸、不斷重複蘇軍嘗試突破防線，蘇軍在嚴寒的冬季猛烈進攻用壕溝圍住的德軍，付出巨大的傷亡（同時有很多來自愛沙尼亞的單位出現很高的逃走比率），雖然已空投物資、彈藥及裝備，當時城內情況仍然惡化，同時蘇軍嘗試攻佔其進攻主要目標，在新索科利尼基的鐵路線，卻被解圍部隊的反攻挫敗：德軍意圖於12月底到達大盧基，但被蘇軍的堅強防線所阻止。

### 最後的解圍嘗試

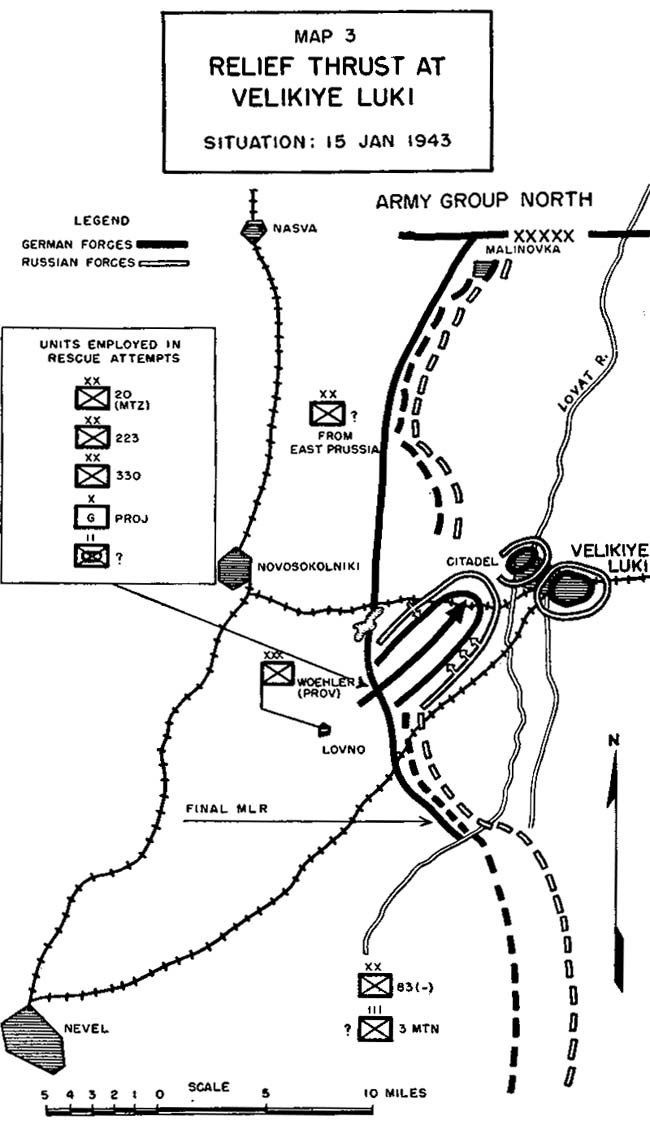
德軍的解圍嘗試（請注意這份在1952年提供的地圖內之戰鬥序列不準確）。

托提拉行動是另一個嘗試突入大盧基的行動於1943年1月4日展開，兩支德軍矛頭進至離該城5英哩以內的地方，但最後因側翼的壓力而被迫撤退，而蘇軍消除抵抗及解放城市的行動繼續，1月5日蘇軍從北面分兩路進攻大盧基，一支小型的德軍其中有數百名傷兵，在該城以西的一個要塞中被弧立起來，當時佩法爾及大部份守軍均被弧立在東面，現在看不出解圍行動有任何成功的希望，經過向德國空軍多次的要求，1營傘兵奉命協助解圍行動。
1月10日德國步兵突然在坦克的支援下突入要塞與守軍會合，佩法爾的部隊在東面的包圍圈，由於缺乏足夠物資向西進攻與解圍部隊會合，德軍計劃在11月14日晚上出動1營傘兵空投入要塞，但傘兵因為計劃平平無奇及地面積雪而失敗，但要塞裡的守軍利用黑夜突圍，大約有150人成功撤退到德軍戰線。
與大盧基以東的無線電通訊於1月15日中斷，在4時40分佩法爾說：「突圍行動出現意料之外的事；因為大約2,000名傷兵落入蘇聯紅軍手中...外圍部隊必需立即提供協助」，當德軍在1月16日投降時他與3,000—4,000名守軍一起成為蘇軍的俘虜。
佩法爾與其他7名軍官（包括馮·拉帕德，第277步兵旅前任指揮官，在1945年被列為戰犯）經戰爭罪行法庭審訊後因在大盧基對戰俘及平民犯下戰爭罪行而於1946年1月被執行死刑。
該戰役很多時被稱為北方小型史達林格勒戰役，因為它與發生在南方戰線較大型及出名的史達林格勒戰役有一些相似之處（但是第二次世界大戰中及之後一些其它戰役亦被稱為小型史達林格勒）。

## 來源
- Chadwick, Frank A. et al. (1979). White Death: Velikiye Luki, The Stalingrad of the North. Normal, Il:, game design notes, GDW (Game Designers Workshop) a board wargame that covers the battle with considerable detail. It includes notes on the battle, orders of battle for each side, and a 1:100,000 map derived from Soviet wartime situation maps.
- Department of the Army, Historical Study Operations of Encircled Forces German Experiences in Russia, Pamphlet 20-234, Washington DC, 1952 （页面存档备份，存于）
- Glantz, D.M., Zhukov's greatest defeat: The Red Army's Epic Disaster in Operation Mars, 1942, University Press of Kansas, Lawrence, 1999
- Isayev, A.V., When there were no surprises: History of the Great Patriotic War which we never knew, Velikiye Luki operation 俄语：, Yauza, Eksmo, 2006 (Russian: Исаев А. В. Когда внезапности уже не было. История ВОВ, которую мы не знали. — М.: Яуза, Эксмо, 2006)
- Webb, William A., Battle of Velikiye Luki: Surrounded in the Snow, PRIMEDIA Enthusiast Publications, Inc.(2000). （页面存档备份，存于） ". Accessed on April 21, 2005.